# Leszek Zinkow
Leszek Zinkow (ur. 1965) – polski badacz nauk humanistycznych, kulturoznawca, związany z Uniwersytetem Ignatianum w Krakowie (od 2011), i Instytutem Kultur Śródziemnomorskich i Orientalnych PAN (od 2019), specjalizujący się w dziedzinie historii i kultury starożytnego Wschodu (zwłaszcza Egiptu).
Uzyskał doktorat w 2005 r. a habilitację w 2016 r.

## Wybrane prace
- Źródła współczesnej humanistyki (2024, online)
- Starożytny Egipt w poezji polskiej. Od Biernata z Lublina do Macieja Zembatego (2018) ISBN  978-83-7614-384-2
- Sfinks. Symbol i transformacje (2016) ISBN 978-83-7614-224-1
- Egipt circa 1850. Orient i transgresje (2014) ISBN 978-83-277-0064-3
- Imhotep i pawie pióra. Z dziejów inspiracji egipskich w architekturze polskiej (2019) ISBN 978-83-7188-137-4
- "Nad Wisłą, nad Nilem..." Starożytny Egipt w piśmiennictwie polskim (do 1914 roku) (2006) ISBN 83-89973-35-9